# شفلرية باسقة
شفلرية باسقة (الاسم العلمي:Schefflera exaltata) هي نوع من النباتات تتبع جنس الشفلرية من الفصيلة الأرالية.